# Недосєкін Віктор Іванович
Віктор Іванович Недосєкін (20 січня 1908, місто Царицин Саратовської губернії, тепер місто Волгоград, Росія — 9 лютого 1976, місто Смоленськ, тепер Росія) — радянський державний діяч, 1-й секретар Свердловського і Тульського обласних комітетів КПРС. Член ЦК КПРС у 1952—1954 роках. Депутат Верховної Ради РРФСР 1-го скликання. Заступник голови Верховної Ради РРФСР з 1 березня 1944 року по 20 червня 1947 року. Депутат Верховної Ради СРСР 2—3-го скликань.

## Життєпис
Народився в родині робітників у селищі Урало-Волзького металургійного заводу міста Царицина. З 1915 по 1920 рік навчався в ремісничому училищі міста Єнакієво. З 1920 по лютий 1923 року — учень професійно-технічної школи при Єнакіївському металургійному заводі на Донбасі, бригадир слюсарно-котельних робіт.
У квітні 1924 — листопаді 1929 року — бригадир із складання металоконструкцій старомеханічного цеху Надєждинського металургійного заводу імені Сєрова Уральської області.
У листопаді 1929 — листопаді 1930 року — бригадир 1-й ударної бригади на будівництві Уральського заводу важкого машинобудування («Уралмашзаводу») в місті Свердловську.
Член ВКП(б) з жовтня 1930 року.
У листопаді 1930 — грудні 1932 року — служба в Червоній армії: командир взводу, курсант Об'єднаної військової школи імені ВЦВК Кремлівського гарнізону Москви.
У січні 1933 — липні 1935 року — майстер механічного цеху № 2, у липні 1935 — січні 1937 року — майстер клепки, в січні — жовтні 1937 року — старший майстер, у жовтні 1937 — червні 1938 року — начальник складання, в червні — серпні 1938 року — начальник цеху «Уралмашзаводу» в місті Свердловську.
Одночасно в 1934—1938 роках — студент вечірнього відділення факультету особливого призначення на Уралмашзаводі при Свердловському машинобудівному інституті, закінчив три курси.
У серпні 1938 — січні 1939 року — 1-й секретар Орджонікідзевського районного комітету ВКП(б) міста Свердловська.
У січні 1939 — червні 1942 року — 2-й секретар Свердловського міського комітету ВКП(б).
21 червня 1942 — 29 березня 1946 року — голова виконавчого комітету Свердловської обласної ради депутатів трудящих.
26 березня 1946 — липень (офіційно 25 вересня) 1952 року — 1-й секретар Свердловського обласного комітету ВКП(б). Одночасно у березні 1946 — лютому 1950 року — 1-й секретар Свердловського міського комітету ВКП(б).
Одночасно з вересня 1951 по липень 1952 року — слухач курсів 1-х секретарів обласних комітетів ВКП(б) Вищої партійної школи при ЦК ВКП(б).
17 липня — серпень 1952 року — інспектор ЦК ВКП(б).
19 серпня 1952 — 26 листопада 1953 року — 1-й секретар Тульського обласного комітету КПРС.
У листопаді 1953 — лютому 1954 року — у резерві ЦК КПРС.
У лютому 1954 — вересні 1969 року — заступник голови виконавчого комітету Смоленської обласної ради депутатів трудящих.
У березні 1954 року був критикований Президією ЦК КПРС за «ряд грубих помилок в роботі, особливо в керівництві сільським господарством» і рішенням Лютнево-березневого пленуму ЦК КПРС від 2 березня 1954 року виведений зі складу ЦК КПРС.
У вересні 1969 — серпні 1971 року — заступник начальника Управління будівництва міста Смоленська.
У серпні 1971 — березні 1975 року — заступник керуючого торфотресту Смоленської області.
З березня 1975 року — на пенсії в місті Смоленську.
Помер 9 лютого 1976 року в місті Смоленську. Похований на Братському цвинтарі Смоленська.

## Нагороди і звання
- два ордени Леніна (15.04.1939, .02.1947)
- орден Трудового Червоного Прапора (1957)
- орден «Знак Пошани» (28.07.1966)
- орден Вітчизняної війни І ст. (.02.1945)
- орден Червоної Зірки (.01.1943)
- медаль «За перемогу над Німеччиною у Великій Вітчизняній війні 1941—1945 рр.» (1945)
- медаль «За доблесну працю у Великій Вітчизняній війні 1941—1945 рр.» (1945)
- медаль «У пам'ять 800-річчя Москви» (1947)
- медаль «Ветеран праці» (1975)
- медалі